# Europejska Nagroda Muzyczna MTV dla najlepszego występu na żywo
Europejska Nagroda Muzyczna MTV dla najlepszego występu na żywo - nagroda przyznawana przez redakcję MTV Europe podczas corocznego rozdania MTV Europe Music Awards. Nagrodę dla najlepszego występu na żywo po raz pierwszy przyznano w 1995 r. O zwycięstwie decydują widzowie za pomocą głosowania internetowego i telefonicznego (smsowego).

## Zwycięzcy i nominowani

### 1995
- Take That
  - Bon Jovi
  - The Prodigy
  - R.E.M.
  - The Rolling Stones

### 1997
- U2
  - Aerosmith
  - Michael Jackson
  - Radiohead
  - Skunk Anansie

### 2002
- Red Hot Chili Peppers
  - Depeche Mode
  - Korn
  - Lenny Kravitz
  - U2

### 2007 (Headliner)
- Muse
  - Arctic Monkeys
  - Beyoncé
  - Foo Fighters
  - Justin Timberlake

### 2008 (Headliner)
- Tokio Hotel
  - The Cure
  - Foo Fighters
  - Linkin Park
  - Metallica

### 2009
- U2
  - Beyoncé
  - Green Day
  - Kings of Leon
  - Lady Gaga

### 2010
- Linkin Park
  - Bon Jovi
  - Kings of Leon
  - Lady Gaga
  - Muse

### 2011
- Katy Perry
  - Coldplay
  - Foo Fighters
  - Lady Gaga
  - Red Hot Chili Peppers

### 2012
- Taylor Swift
  - Green Day
  - Jay-Z & Kanye West
  - Lady Gaga
  - Muse